# Кубок Болгарії з футболу 1953
Кубок Болгарії з футболу 1953 — 13-й розіграш кубкового футбольного турніру в Болгарії. Титул вдруге здобув Локомотив (Софія).

## Перший раунд
| Команда 1           | Рахунок | Команда 2                 |
| ------------------- | ------- | ------------------------- |
| Локомотив (Пловдив) | 2:1 дч  | Сливен                    |
| Спартак (Плевен)    | 2:2     | Строїтел (Софія)          |
| Строїтел (Бургас)   | 1:0     | ДНА (Пловдив)             |
| Спартак (Сталін)    | 3:0     | Червено знаме (Сілістра)  |
| Спартак (Пловдив)   | 0:0     | Міньор (Кирджалі)         |
| ВМС (Сталін)        | 2:1     | Академік (Сталін)         |
| Ударник (Тирново)   | 2:1     | Червено знаме (Попово)    |
| Ударник (Плевен)    | 2:0     | Динамо (Враца)            |
| Академік (Софія)    | 3:1     | Міньор (Димитров)         |
| ВПС (Софія)         | 1:0     | Строїтел (Благоєвград)    |
| Сливниця            | 2:0     | Червено знаме (Пазарджик) |

Перегравання
| Команда 1         | Рахунок | Команда 2         |
| ----------------- | ------- | ----------------- |
| Спартак (Плевен)  | 0:0     | Строїтел (Софія)  |
| Спартак (Плевен)  | 2:4     | Строїтел (Софія)  |
| Спартак (Пловдив) | 5:0     | Міньор (Кирджалі) |

## 1/8 фіналу
| Команда 1                    | Рахунок | Команда 2           |
| ---------------------------- | ------- | ------------------- |
| Динамо (Софія)               | 1:0     | Локомотив (Пловдив) |
| Строїтел (Софія)             | 3:0     | Строїтел (Бургас)   |
| Спартак (Пловдив)            | 1:0     | Спартак (Сталін)    |
| ВМС (Сталін)                 | 1:1     | Ударник (Тирново)   |
| Софіївський гарнізон (Софія) | 1:0     | Ударник (Софія)     |
| Академік (Софія)             | 3:0     | Ударник (Плевен)    |
| Локомотив (Софія)            | 2:1 дч  | Спартак (Софія)     |
| ВПС (Софія)                  | 1:0     | Сливниця            |

Перегравання
| Команда 1    | Рахунок | Команда 2         |
| ------------ | ------- | ----------------- |
| ВМС (Сталін) | 3:0     | Ударник (Тирново) |

## 1/4 фіналу
| Команда 1                    | Рахунок | Команда 2        |
| ---------------------------- | ------- | ---------------- |
| Динамо (Софія)               | 1:1     | Строїтел (Софія) |
| Спартак (Пловдив)            | 1:0     | ВМС (Сталін)     |
| Софіївський гарнізон (Софія) | 3:0     | Академік (Софія) |
| Локомотив (Софія)            | 0:0     | ВПС (Софія)      |

Перегравання
| Команда 1         | Рахунок | Команда 2        |
| ----------------- | ------- | ---------------- |
| Динамо (Софія)    | 4:1     | Строїтел (Софія) |
| Локомотив (Софія) | 4:1     | ВПС (Софія)      |

## 1/2 фіналу
| Команда 1         | Рахунок | Команда 2                    |
| ----------------- | ------- | ---------------------------- |
| Динамо (Софія)    | 4:1     | Спартак (Пловдив)            |
| Локомотив (Софія) | 1:0     | Софіївський гарнізон (Софія) |

## Фінал
| 25 листопада 1953 |

| Локомотив (Софія)      | 2:1      | Динамо (Софія) |
| ---------------------- | -------- | -------------- |
| Благоєв 3' Аргіров 67' | Протокол | Такев 34'      |

| «Васил Левський», Софія Глядачів: 30 000 Арбітр: Тодор Стоянов |